# Indravarman III
Pour les articles homonymes, voir Indravarman.
Indravarman III  fut souverain de l'Empire khmer de 1295 à 1308.
Indravarman était un haut dignitaire qui faisait carrière dans l'armée et qui avait épousé une fille du roi Jayavarman VIII. Avec la complicité de son épouse Indrabhupesvera Cuda, qui avait dérobé l'épée d'or, emblème du pouvoir, il force le vieux roi à abdiquer et fait mutiler et emprisonner son fils, le prince héritier qui complotait, afin de le priver de tous droits dynastiques.
Indravarman III était attaché au bouddhisme du Petit Véhicule d'inspiration singhalaise, introduit au Cambodge par le prince Tamalinda. Il fut le premier monarque khmer à substituer dans les inscriptions le pâli (langue sacrée des bouddhistes) au sanskrit, langue des brahmanes.
Le règne d'Indravarman III fut pacifique et n'enregistra aucune agression émanant du royaume thaï de Sukhothai. Il accueillit à sa cour en 1296/1297 le voyageur chinois Zhou Daguan, originaire de Yong-kia au Tchö-kiang, qui accompagnait une ambassade chinoise et qui passa au Cambodge près d'une année. Le récit que ce dernier fit après son retour est la seule description de la vie de cour à Angkor que nous possédions.
À la fin de sa vie, Indravarman III se retire dans un monastère et vit en ermite.